# Strafbayern
Strafbayern war die von der Bevölkerung Kurhessens gebrauchte Bezeichnung für die bayerisch-österreichischen Besatzungstruppen, die von November 1850 bis zum Sommer 1851 im Rahmen einer Bundesintervention die Durchsetzung der konservativen Konterrevolution in Kurhessen erzwangen. Die Bundesintervention war eine im Deutschen Bund vorgesehene Maßnahme, um die monarchisch-legitimistische Ordnung und die öffentliche Ruhe gegen bundesfeindliche Bewegungen zu sichern, auch mit militärischen Mitteln. Im Gegensatz zur Bundesexekution richtete sich die Bundesintervention gegen Volksbewegungen und nicht gegen die Regierung eines Gliedstaats.

## Geschichte
Zur Bundesintervention im Kurfürstentum Hessen kam es, als Kurfürst Friedrich Wilhelm I. und sein erzkonservativer Minister Ludwig Hassenpflug die liberale Kurhessische Verfassung von 1831 suspendierten und zur Durchsetzung dieser Maßnahme am 7. September 1850 das Kriegsrecht über das Land verhängten. Am 12. September rief der Kurfürst die Bundesversammlung des Deutschen Bundes um Hilfe bei der Durchsetzung seiner autokratischen Konterrevolution an. Da 241 der 277 der kurhessischen Offiziere, die einen Eid nicht nur auf den Kurfürsten, sondern auch auf die Verfassung geleistet hatten und in diesem Verfassungskonflikt nicht eidbrüchig werden wollten, daraufhin zwischen dem 9. und 12. Oktober 1850 ihre Entlassungsgesuche einreichten, wurde das kurhessische Militär handlungsunfähig.
Am 21. September billigte die Bundesversammlung den Antrag des Kurfürsten, jedoch ohne die Zustimmung Preußens. Nun konzentrierte Preußen eigene Truppen an der Grenze zu Kurhessen, da es seine Militärstraßen ins Rheinland bedroht sah. Dies führte zum Widerspruch von Kaiser Franz Joseph von Österreich. Am 12. Oktober 1850 verpflichtete sich König Maximilian II. von Bayern auf einer persönlichen Zusammenkunft in Bregenz mit Kaiser Franz Joseph und König Wilhelm I. von Württemberg, gegen eine eventuelle preußische Intervention einzutreten und seine Truppen an einer Bundesintervention zugunsten des hessischen Kurfürsten teilnehmen zu lassen. Die Bundesversammlung beschloss daraufhin am 16. Oktober, Besatzungstruppen nach Kurhessen zu entsenden, um den „ordnungsgemäßen Zustand“ wieder herbeizuführen. Am 28. Oktober erklärten sich preußische Regierungsvertreter bei einem Treffen mit dem russischen Zaren Nikolaus I. in Warschau in der sogenannten „Warschauer Übereinkunft“ bereit, die preußischen Truppen abzuziehen; in Kassel sollte ein Bundeskommissar eingesetzt werden, um dort wieder für Ordnung zu sorgen.
Dennoch rückten am 1. November 1850 bayerische und österreichische Truppen in einer Gesamtstärke von 25.000 Mann zunächst in die kurhessische Provinz Hanau ein, um die Verfassungskrise im Sinne der Regierung zu beenden. Sie wurden von der hessischen Bevölkerung als „Strafbayern“ bezeichnet. Preußen antwortete am 2. November mit dem Einmarsch von zwei Divisionen in Nordhessen. Da dies ein Verstoß gegen die Warschauer Übereinkunft war, verlangte Österreich den sofortigen Abzug aller preußischen Truppen aus Kurhessen. Der preußische König Friedrich Wilhelm IV. befahl am 5. November die Mobilmachung, und am 8. November kam es zu einem Scharmützel bei Bronnzell in der Nähe von Fulda, bei dem vier österreichische Soldaten verwundet und das Pferd eines preußischen Trompeters getötet wurden. Friedrich Wilhelm IV. scheute vor einem Krieg zurück, und die preußischen Truppen erhielten den Befehl, sich auf die Etappenstraßen zurückzuziehen.
Am 29. November kam es zur „Olmützer Punktation“, mit der Kurhessen der Bundesversammlung preisgegeben wurde. Die preußischen Truppen räumten das Land, und die bayerischen und österreichischen „Strafbayern“ besetzten die wichtigsten Städte und Orte Kurhessens, um jede Form von Opposition zu brechen. Die Hauptstadt Kassel wurde am 16. Dezember 1850 besetzt. Der österreichische Feldmarschalleutnant Graf Christian Seraphin Vincenz von Leiningen-Westerburg-Neuleiningen wurde als Bundeskommissar eingesetzt, um die Entscheidungen der Bundesversammlung durchzusetzen.
Die „Strafbayern“ wurden nicht in Kasernen untergebracht, sondern in Privathäusern einquartiert, und zwar vorrangig bei bekannten Liberalen und Demokraten und politisch fortschrittlichen Bürgern. Diese Quartiergeber waren auch zur Verpflegung der Besatzer verpflichtet. So bekam selbst der Kasseler Oberbürgermeister Heinrich Wilhelm Hartwig, als Exponent einer vom Kurfürsten unerwünschten politischen Richtung, in seine Dienstwohnung im Rathaus in der Oberen Karlsstraße eine Einquartierung von 28 bayerischen Soldaten.
Erst im Sommer 1851 wurden die Besatzungstruppen wieder aus Kurhessen abgezogen.